# DK Rap
El «DK Rap» es el tema introductorio del videojuego Donkey Kong 64 para Nintendo 64 de 1999. Originalmente concebido por el diseñador de Rare George Andreas y compuesto por Grant Kirkhope, Andreas coescribió e interpretó la letra, con el personal de Rare uniéndose al coro. Su letra describe los cinco personajes jugables en el videojuego, y el objetivo de Kirkhope era yuxtaponer el concepto de Donkey Kong antiguo versus el nuevo Donkey Kong que se encuentra en Donkey Kong Country.
«DK Rap» es la primera canción de la banda sonora original de Donkey Kong 64 de 1999, donde se llamó «Da Banana Bunch». A pesar de que Grant Kirkhope no tuvo la intención de hacer un rap serio, el «DK Rap» ha recibido una recepción mixta en general y ha sido galardonado con «premios dudosos» por su calidad. Desde entonces, la canción se ha remezclado en otros juegos de Nintendo y se puede descargar en su sitio web.

## Concepto e historia
El «DK Rap» es el tema introductorio del videojuego de Nintendo 64 Donkey Kong 64; su letra describe los cinco personajes jugables en el videojuego: Donkey Kong, Diddy Kong, Tiny Kong, Lanky Kong y Chunky Kong. El rap fue originalmente concebido por el diseñador de Donkey Kong 64, George Andreas, y compuesto por Grant Kirkhope. Andreas se inspiró en la banda Run-D.M.C. El objetivo de Kirkhope era crear un concepto similar al de yuxtaponer el antiguo Donkey Kong con el nuevo que se encuentra en Donkey Kong Country. Andreas escribió e interpretó la letra —junto con el programador principal de Donkey Kong 64, Chris Sutherland— de la canción, mientras que Kirkhope escribió la melodía. El coro incluyó a miembros del personal de Rare como Gregg Mayles, Steve Mayles, Ed Bryan y Chris Peil. El verso de cada personaje presentaba instrumentos que reflejaban los instrumentos reales que poseían los diferentes personajes. Kirkhope declaró que no se suponía que fuera un «rap serio», sino más bien una broma. Sin embargo, la reacción de los consumidores y la crítica fue generalmente negativa y sintieron que la canción era seria. Kirkhope se sorprendió de que Nintendo se opusiera al uso de la palabra «hell» y lo atribuyó al cinturón de la Biblia en los Estados Unidos. La versión japonesa de «DK Rap» no se localizó para el lanzamiento japonés de Donkey Kong 64, ni se subtituló. El diseñador de videojuegos Shigesato Itoi proporcionó una traducción al japonés del «DK Rap» en su sitio web personal.
El «DK Rap» fue remezclado en Super Smash Bros. Melee. El compositor Hirokazu Ando originalmente iba a estar a cargo de la composición de la canción, pero debido a problemas técnicos, el director Masahiro Sakurai y el compositor Shogo Sakai tuvieron que ayudar. Para superar estos problemas, reprodujeron el audio de fondo y grabaron el rap sobre él. Debido a que el rap remezclado es más rápido, no les fue posible grabarlo en vivo. Algunos personajes del tema tienen tempos más altos que otros. Mientras el DJ —James W. Norwood Jr.— practicaba, lo grabaron, usando lo bueno que salió y mezclándolo. El rap tardó dos días en grabarse.

## Legado
El DK Rap es la primera canción de la banda sonora original de Donkey Kong 64 de 1999, donde se llamó «Da Banana Bunch». Alrededor del lanzamiento de Donkey Kong 64, Nintendo of America organizó una promoción llamada «DK Rap Attack Contest» donde las personas podían enviar una grabación de sí mismos cantando su propia versión de «DK Rap». El ganador recibiría un paquete de consola Donkey Kong 64/Nintendo 64, un viaje a la sede de Nintendo of America en Redmond, Washington, y su video se alojaría en el sitio web oficial de Donkey Kong 64. La canción estuvo disponible para su descarga en el sitio web de Nintendo para su uso con esta promoción.
Una nueva versión de DK Rap apareció en el juego de lucha cruzado de Nintendo GameCube de 2001 Super Smash Bros. Melee, interpretada por James W. Norwood Jr., quien proporcionó diferentes voces para cada verso. El tema original presenta la palabra «hell», que se cambió a «heck» para el lanzamiento de Melee. Esta versión se reutilizó más tarde en sus secuelas Super Smash Bros. Brawl, Super Smash Bros. para Wii U y Super Smash Bros. Ultimate, y apareció como una canción en el juego de música de GameCube Donkey Konga. También fue lanzado en el álbum Donkey Konga: The Hottest Hits. En las versiones en inglés de Super Smash Bros. para 3DS/Wii U y Super Smash Bros. Ultimate, la ovación de la multitud de Donkey Kong es una variante del DK Rap. Como parte de un objetivo final de Kickstarter, Grant Kirkhope escribió un sucesor espiritual del DK Rap, titulado «Yooka-Laylee Rap», para Yooka-Laylee.
El DK Rap aparece como el tema de entrada de Donkey Kong en The Super Mario Bros. Movie. Seth Rogen, quien da voz a Donkey Kong en la película, calificó la canción como «una de las peores canciones de rap de todos los tiempos», pero también afirmó que personalmente la disfrutó, dándole una calificación de «10 de 10 bananas». Sin embargo, Grant Kirkhope criticó la película por no acreditarlo.

## Recepción

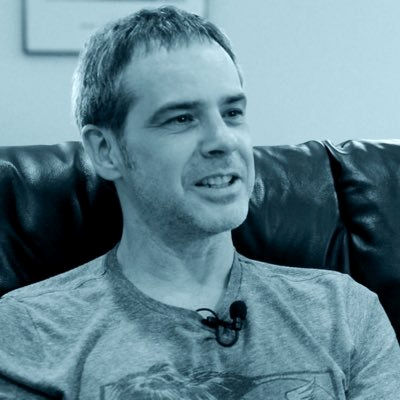
Grant Kirkhope, el compositor del juego, expresó su alegría de que más personas consideren graciosa la canción.

Desde su aparición en Donkey Kong 64, el «DK Rap» ha recibido una recepción generalmente mixta. Fue galardonado con «premios dudosos» por su calidad. También recibió críticas por el uso de la palabra «hell» —en español: «infierno»— a pesar de su clasificación ESRB. Scott Sharkey de 1Up.com lo incluyó en su lista de los «5 mejores raps de videojuegos que provocan escalofríos» y afirmó que era un «método 100 % confiable para vaciar el lugar» en el que tomaba sus descansos para fumar. También lo llamó uno de los peores temas de videojuegos y lo llamó «tan malo que es bueno» debido a su «falta de idea fundamental». Dijo: «Realmente, cuando pienso en el arte musical de improvisación de las clases bajas del centro de la ciudad, lo primero que me viene a la mente es un gorila japonés con corbata. Sí». Dale North de Destructoid lo incluyó en su lista de los las canciones más desagradables de los videojuegos y bromeó diciendo que se imaginaba al personaje de Fresh Prince of Bel Air, Carlton Banks, bailando. La canción fue interpretada en un espectáculo pop en Japón por un rapero japonés de alto perfil. El compositor Grant Kirkhope comparó el reciente resurgimiento de la popularidad del tema con la banda ABBA y expresó su alegría de que más personas consideren la canción divertida. Video Game Music Online criticó el remix del álbum Donkey Konga debido a su nuevo vocalista y al intento de introducir elementos de rap auténticos.
NGamer UK lo incluyó en su artículo sobre el «lado malo de los juegos para niños» y lo llamó «tan malo que hará que tus oídos sangren». El DK Rap se incluyó en la lista de IGN de las peores citas del juego en el número ocho. El personal afirmó que la canción «viene a la mente» cuando piensan en los «momentos terribles de todos los tiempos» de los videojuegos. Afirmaron que era la «única canción en la historia que suena como vómito». O'Dell Harmon de Game Informer la incluyó en el puesto número 2 de su lista de las «canciones de rap más recientes en los videojuegos». Bob Mackey de GamesRadar afirmó que el «DK Rap» fue la mayor adición al personaje de Donkey Kong en Donkey Kong 64. El compositor Grant Kirkhope declaró que el personal de Big Huge Games —la compañía en la que trabajaba en ese momento— se burló de él por la canción y agregó que su lápida dirá: «Aquí yace el cuerpo de Grant Kirkhope, escribió el DK Rap, que Dios se apiade de su alma». La línea «His coconut gun can fire in spurts. If he shoots ya, it's gonna hurt!» —en español: «Su pistola de coco puede disparar a chorros. ¡Si te dispara, te dolerá!»— fue nombrada la cuarta peor línea de juegos en la edición de enero de 2002 de Electronic Gaming Monthly. Peter Mai de OC Weekly incluyó la canción en su lista de las «5 mejores canciones de videojuegos más cursis (pero de alguna manera impresionantes)». Dijo: «[es] probablemente la peor canción de rap jamás escrita, pero sabes que todavía te encanta».